# Vescomtat de Torena
El vescomtat de Torena (en francès Turenne, que no s'ha de confondre amb la província de Touraine) fou una jurisdicció feudal de Regne de França al departament de Corresa al Llemosí del qual la capital era la petita vila de Torena (per un temps Mont-Franc durant la revolució).

## Història

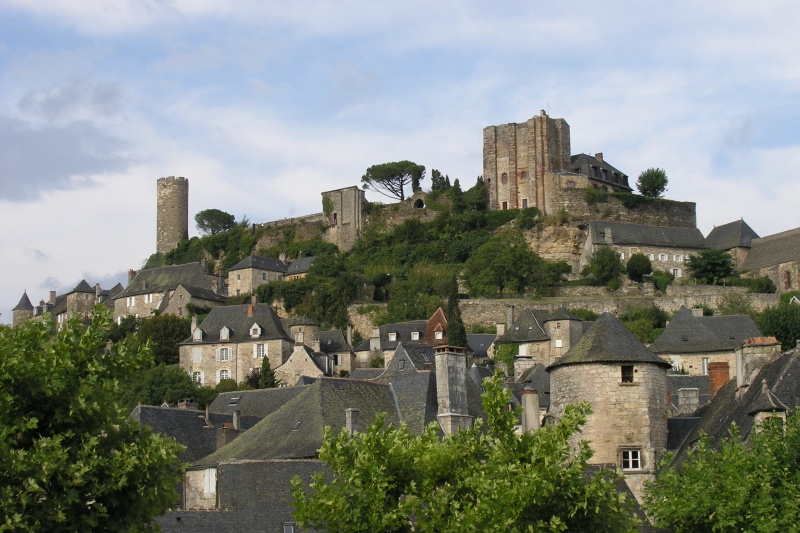
Castell de Turenne

Els primers senyors de Torena s'esmenten el 823; progressivament va esdevenir un verdader estat feudal que fou un dels grans feus de França al segle xiv. Fins al asgle XVIII va gaudir de completa autonomia i els vescomtes només devien un homenatge d'honor al rei envers el qual estaven exempts d'impostos; actuaven com a autèntics sobirans, reunint els estats generals, recaptant impostos, encunyant moneda o donant títols nobiliaris. El vescomtat era un estat dins l'estat i quan el rei de França va prohibir el cultiu del tabac (introduïda a Aquitània el 1560) la mesura no es va aplicar a Torena, i al contrari es va intensificar per compensar la manca de producció d'altres llocs.

## Vescomtes
Torena va tenir quatre dinasties vescomtals: 
- Del segle ix al XIII, els Comborn, originaris de la vall de Vézère, que van participar activament a les Croades i a les guerres anglofranceses obtenint grans privilegis dels reis de França.
- A la primera meitat del segle xiv els Commenge van governar el vescomtat però aviat el van passar als Beufort.
- Roger de Beaufort, fou el primer dels Beaufort que van governar 94 anys; entre els descendents hi va haver dos papes d'Avinyó, Climent VI i Gregori XI. Aquesta família va donar dos vescomtes: Guillem III de Beaufort i Ramon VIII de Torena, i dues vescomtesses Antonieta de Torena i Eleonor de Beaujeu.
- De 1444 à 1738, el vescomtat va passar a la família de La Tor d'Alvernha (La Tour d'Auvergne). En aquesta època, Enric de La Tour d'Auvergne, correligionari i company d'armes del rei Enric IV, va esdevenir duc de Bouillon i príncep de Sedan (Ardenes). El seu fill Enric, mariscal de França, va rebre el malnom del «Gran Torena». Sota els La Tour d'Auvergne, el vescomtat va optar per la Reforma, el calvinisme, propagat pels mariners de Dordonya, es va difondre a la regió. El 1575, després de la massacre de Sant Bartomeu, Enric de La Tour es va posar al costat d'Enric de Navarra; Torena fou un dels llocs principals de les guerres de religió a França, i després dels disturbis de la Guerra de la Fronda.

El 8 de juny de 1738, Torena fou venut a Lluís XV, per reemborsar els deutes de joc de Carles Jofre, el darrer dels vescomtes de la família de La Tour d'Auvergne. Així va acabar la quasi independència del darrer feu francès. Els habitants, esdevinguts llavors subdits del rei Lluis XV, van haver de pagar els impostos reials i la fortalesa fou desmantellada. Quan va esclatar la revolució Turenne només era la seu d'un prebostat reial.

## Possessions
El vescomtat de Torena ocupava un territori limitat per tres províncies i tres bisbes: el Périgord a l'oest, el Carcí a l'est, i el Llemosí al nord. El territori, assentant principalment al Baix Llemosí i part de Carcí controlava la transhumància dels ramats entre els altiplans del Llemosí i els del Carcí. En la seva màxima extensió al segle xv anava entre Meymac o Lapleau (al departament de Corresa), al nord-est, fins a Terrasson (Dordonya) a l'oest, i fins a Gramat (Lot) al sud. Les principals poblacions fortificades eren Argentat, Servières, Beaulieu, Gagnac, Martèl, Saint-Céré i Torena; altres pobles emmurallats eren Bretenoux, Puybrun,Carennac, Curemonte, Meyssac i Collonges. Tenia uns cent mil habitants en 18.500 focs (llars), 111 parròquies i 1200 pobles.

## Llista de vescomtes
La llista està treta de la versió francesa de Wikipedia; presenta algunes discordances.

### Família dita de Comborn

Escut dels Comborn, vescomtes de Torena

- vers 820 : Raül de Comborn (vers 820- ?), titulat comte de Torena
- Robert de Torena, comte de Turenne
- Rodolf I de Torena (vers 890- ?) comte de Torena
- Bernat I de Torena (vers 915-981)
- Sulpici de Torena (vers 935- ?)
- Ebles Comborn de Torena (vers 953-entre 1030 i 1036) casat amb Beatriu de Normandia, Va cedir al seu fill Aquimbald el territori de Comborn amb títol de vescomte (vegeu vescomtat de Comborn)
- 1030-1037 : Guillem I de Torena (vers 995-vers 1037)
- Bosó I de Torena (vers 1030-1096) casat amb Gerberga de Terrasson
- Ramon I de Torena (°v.1074-ap.1122) vescomte de Turenne o Torena, casat vers 1105 amb Matilde de Mortagne
- Bosó II de Torena (1110-1143) vescomte de Turenne o Torena, casat el 1142 amb Eustòrgia d'Andusa
- Ramon II de Torena (1143-1191), vescomte de Turenne o Torena, casat amb Elisa de Castelnau
- Ramon III de Torena (vers 1165-1212) casat amb Elisa de Severac
- Bosó III de Torena (vers 1185-1209), fill, casat amb una dama d'Alvèrnia
- 1212-1243 Ramon IV de Torena (vers 1187-1243) casat el 1208 amb Elisa d'Alvèrnia
- Helis o Alix de Torena (vers 1208-1251) vescomtessa de Torena, casada amb Rudel Elies d'Aillac
- 1247-1316 Ramon V de Torena (vers 1200-1245) casat amb Alemana de Malemort
- ?-1304 Ramon VI de Torena (? -1304) casat amb Letícia de Rochechouart
- Margarita de Torena (1285-vers 1313), filla, vecomtessa de Torena, casada:
  - Bernat VIII de Comenge (vers 1285-vers 1336), del que va tenir a Cecília i Alienor de Commenge

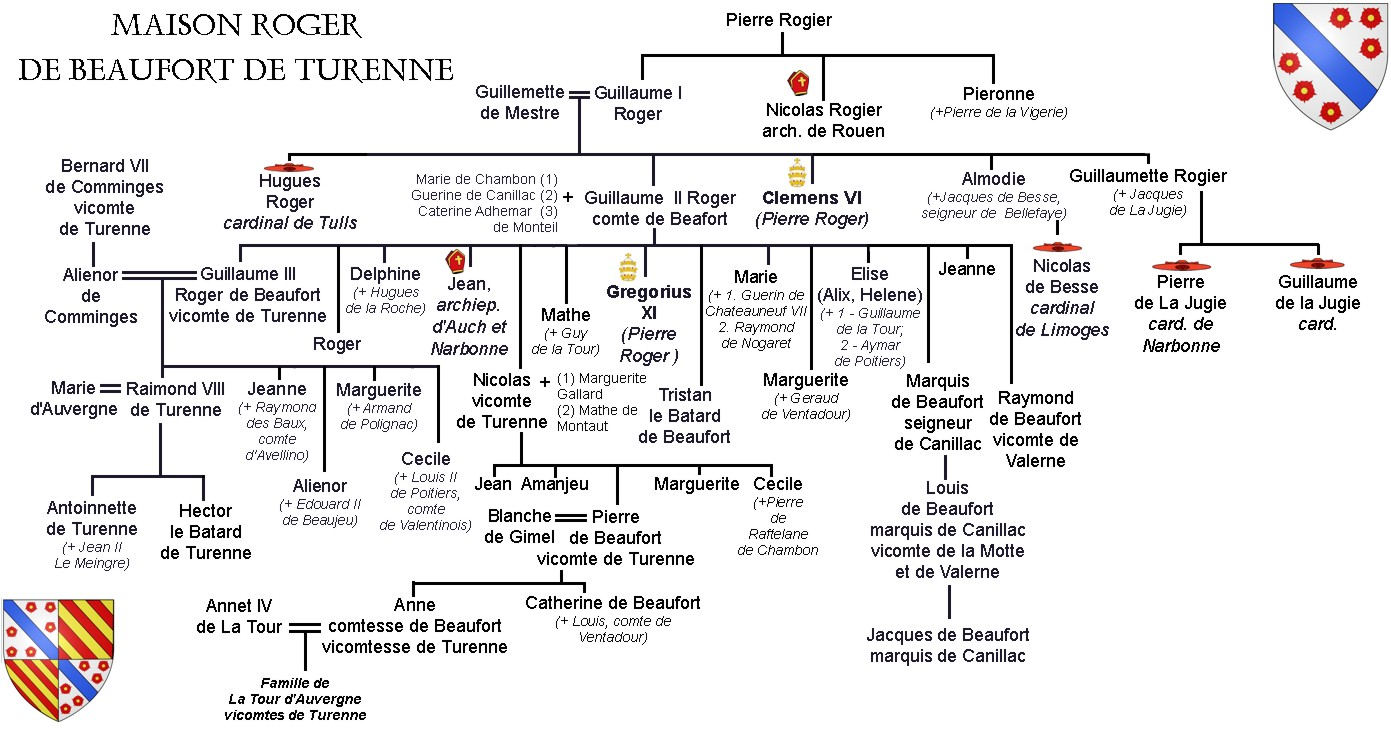
Casa de Beaufort

  - Renald III de Pons

### Família de Roger de Beaufort
- Cecília de Comenge, comtessa d'Urgell, va heretar el vescomtat, que li fou comprat el 1349 per dotar a sa germana petita.
- Guillem III Roger de Beaufort (1332-1395) casat el 1350 amb Alienor de Commenge, germana de Cecília
- Ramon VIII de Torena (1352-1413), fill, casat el 1375 amb Maria d'Alvèrnia, de la que va tenir a:
  - Antonieta de Torena (vers 1380-1416), filla, casada amb Joan II Le Meingre anomenat Boucicaut, mariscal de França
- Nicolau de Torena, germa de Guillem III
- Pere de Beaufort de Torena, fill

### Família de Pons
- Ramon VI, casat el 1265 amb Agata (o Agàcia) de Pons, filla de Renald III, senyor de Pons
- Jofre de Pons, casat el 1290 Isabel de Rodès, vescomtessa de Carlat
- Renald IV de Pons (? - 1356), vescomte de Carlat casat el 1319 amb Joana d'Albret
- Renald V de Pons (? - 1356)
- Renald VI de Pons (vers 1348-1427) casat amb Margarita de La Trémoille
- Jaume I de Pons (1413-1473) casat el 1425 amb Isabel de Foix-Candale
- Guiu de Pons (11 de maig de 1431-1510), senyor de Ribérac i de Bergerac, casat vers 1459 amb Isabel de Foix, i el 1461 amb Joana de Castelnau-Tursan, amb el que va tenir a Antonieta, esposa d'Antoni el Vell
- Odet d'Aydié de Ribérac (1455-1534)
- Francesc I de Pons

### Família de La Tour d'Auvergne
- Anna de Beaufort de Torena (1435-1479), filla de Pere de Beaufort de Torena, vicomtessa de part de Torena, casada el 1444 amb Annnet IV de La Tour, senyor d'Oliergues, conseller i camarlenc del rei Lluís XI de França, del que va tenir a:
- Antoni de La Tour, senyor d'Oliergues anomenat el Vell (? -1527) casat el 1494 amb Antonieta de Pons, vescomtessa en part de Torena, filla de Guiu i Joana de Castelnau
- -1532 Francesc II de Torena (1497-1532) casat el 1518 amb Anna coneguda per "Bolònia" (de La Tour d'Auvergne) de Montgascon,
- 1532-1557 Francesc III de La Tour (1526-1557) casat el 1545 amb Eleonor de Montmorency
- 1557-1623 Enric I de La Tour d'Auvergne, duc de Bouillon (1591-1623), fill, casat el 1595 amb Elisabet Flandrina de Nassau
- Frederic Maurici de La Tour d'Auvergne-Bouillon (1605-1652), duc de Bouillon, príncep de Sedan, vescomte de Torena; fill, casat el 1634 amb Leonora de Berg
- Enric de La Tour d'Auvergne, vescomte de Torena (1611-1675), germà, mariscal de França i general del rei, casat el 1653 amb Carlota de Caumont de La Force (1623-1666), sense fills.
- Godefreu Maurici de La Tour d'Auvergne (1641-1721), duc de Bouillon, d'Albret, de Château-Thierry, comte d'Alvèrnia, vescomte de Torena, casat el 1662 amb Maria Anna Mancini (1649-1714), neboda del cardenal Mazzarino.
- Manel Teodosi de La Tour d'Auvergne-Bouillon (1668-1730), duc de Bouillon, d'Albret, de Château-Thierry, vescomte de Torena, casat el 1696 amb Maria Victòria de la Trémoille, filla de Carles Bèlgica Holanda de La Trémoille
- Carles Godofreu de la Tour d'Auvergne (1706-1771), duc de Bouillon, d'Albret, de Château-Thierry, comte d'Alvèrnia, vescomte de Torena. Ple de deutes de joc el rei li va comprar el vescomtat de Torena el 8 de juny de 1738. Casat amb Maria Carlota Sobieska (1697-1740), de la que va tenir una filla (Maria Lluïsa de La Tour d'Auvergne) i un fill anomenat Godofreu Carles de La Tour d'Auvergne (1728-1792), duc de Bouillon, d'Albret, de Château-Thierry, que fou diputat als Estats Generals de 1789 i no va portar mai el títol vescomtal.